# ジュリアス・サング
ジュリアス・サング (Julius Sang、1948年9月19日 - 2004年4月9日)は、ケニアの陸上競技選手。1972年ミュンヘンオリンピックの400mでは、44秒92の記録で、銅メダルを獲得。さらに、チャールズ・アサティ、ヘゼキアー・ニャマウ、ロバート・オウコとともに、4×400mリレーに出場し2分59秒83の記録で、金メダルを獲得した。